# JINDOU
JINDOU（ジンドウ）は、日本のミクスチャー・ロックバンド。1997年に結成され、2004年6月9日にプチアルバム「69」でメジャーデビュー。ストリートライブ、ライブハウスで年間300本のライブ活動を展開。2005年12月4日に解散した。過去にアミューズに所属していた時期がある。

## 概要・来歴
第19回日本ゴールドディスク大賞ニューアーティスト・オブ・ザ・イヤー受賞。
解散後の2006年、宮下昌也、永田雅規、宮下浩司を中心としてMJを結成、ベース川上武巳とドラムス森本昌希を加えてバンドスタイルを確立し活動を続けている。また、JINDOUのリーダー永田雅規がA-BOYSとして活動していることでも知られる。
そして、メンバーのほとんどがモテたいがためにギターや、ラップ、ダンスなどをはじめた動機としている。
宮下兄弟は『宮下工務店』名義で中居正広プロデュースの舞祭組の楽曲制作に関わっている。もともと中居に楽曲提供していた関係がある。

## メンバー
宮下昌也（みやした まさや）
ボーカル、ギター担当。同メンバーの宮下浩司は実弟。
永田雅規（ながた まさき）
ダンス、ラップ、コーラス、MC担当。
宮下浩司（みやした こうじ）
ギター、コーラス担当。
2011年5月に発売して大ヒットした薫と友樹、たまにムック。が歌う「マル・マル・モリ・モリ!」の作詞作曲編曲を担当した事で一躍脚光を浴びる。
小野武司（おの たけし）
ダンス、ラップ、コーラス担当。

## 作品

### シングル
- なごり雪 （2003年4月4日）
  - イルカのカバー
- BRAND NEW MYSELF （2003年9月10日）
- WILD CHALLENGER （2004年1月28日）
  - テレビ朝日系アニメ『ボボボーボ・ボーボボ』オープニングテーマ
  - 元々は3曲目のWILD CHALLENGER〜まぶだちバージョン〜がオリジナルで、2002年にインディーズで発売されており、オリジナルとは歌詞が一部異なっている。
- 快晴・上昇・ハレルーヤ （2004年11月3日）
  - テレビ東京系アニメ『遊☆戯☆王デュエルモンスターズGX』オープニングテーマ
  - 隠しトラックとしてA-BOYSのデビューシングルである「奴レボリューション」の前身曲「ザ・奴」が収録されている。
- 冬のうた / 春のうた （2005年1月26日）TBS系列COUNT DOWN TVエンディングテーマ
- 想い出カシャカシャ （2005年6月15日）
  - ミュージック・ビデオに林家ペー・パー子夫妻が出演している。

### アルバム
- HOLE IN ONE （2004年12月1日）
- JINDOU （2005年11月23日）

#### ミニアルバム
- 歌謡曲 （2002年9月11日）
- 69 （2004年6月9日）

#### ベストアルバム
- ¥1980 （イチキュッパ） （2004年9月22日）
  - インディーズ時代に発表した楽曲のベストアルバム。